# Лусио
Лусимар да Фереира Силва (порт. Lucimar da Silva Ferreira; Бразилија, 8. мај 1978), познатији као Лусио, бразилски је фудбалер. Последњи клуб за који је играо био је индијски Гоа. Пре је наступао за Интернасионал, Бајерн Минхен, Бајер Леверкузен, Интер, Јувентус, Сао Пауло и Палмеирас.

## Успеси

### Клупски
Бајер Леверкузен
- Лига шампиона : финале 2001/02.

Бајерн Минхен
- Првенство Немачке (3) : 2004/05, 2005/06, 2007/08.
- Куп Немачке (3) : 2004/05, 2005/06, 2007/08.
- Лига куп Немачке (2) : 2004, 2007.

Интер
- Првенство Италије (1) : 2009/10.
- Куп Италије (2) : 2009/10. и 2010/11.
- Суперкуп Италије (1) : 2010.
- Лига шампиона (1) : 2009/10.
- Светско првенство за клубове (1) : 2010.
- УЕФА суперкуп : финале 2010.

Јувентус
- Суперкуп Италије (1) : 2012.

### Репрезентативни
Бразил
- Светско првенство (1) : 2002.
- Куп конфедерација (2) : 2005, 2009.